# 1019 до н. е.

## Події
- Ассирія: цар Ашшур-нірарі IV сходить на трон.